# يوسف الهندي
محمد شافي عرمر، المعروف باسم يوسف الهندي، متشدد إسلامي هندي وقائد عمليات تنظيم الدولة الإسلامية في الهند.

## تاريخه
ولد بين عامي 1989 و 1991 في بهاتكال بالهند.
كان سابقا عضوا في حركة المجاهدين الهنود. في عام 2008/9، فر هو وشقيقه سلطان عرمر إلى باكستان.
شارك في مؤامرات مختلفة لتجنيد أفراد لتنفيذ هجمات في الهند عبر وسائل التواصل الاجتماعي. في عام 2016 شارك في مؤامرة فاشلة في حيدر آباد.
في مايو 2016، تم توجيه الاتهام إليه في محكمة باتيالا هاوس مع خمسة آخرين بموجب المادة 120 (المؤامرة) من قانون العقوبات الهندي (IPC) والمادتين 18 و 20 من الأنشطة غير المشروعة.
في يونيو 2017، تم إدراجه كمواطن معين بشكل خاص وتم تجميد أي أصول له من قبل الولايات المتحدة.